# Raúl Camargo Fernández
Raúl Camargo Fernández (Madrid, 1978) és un polític i activista espanyol, diputat de la desena legislatura de l'Assemblea de Madrid dins del Grup Parlamentari de Podem Comunitat de Madrid.

## Biografia
Nascut el 1978 a Madrid, és veí de Rivas-Vaciamadrid.
Va ser un dels membres fundadors del partit Esquerra Anticapitalista (IA), hereu del corrent trotskista escindit d'Esquerra Unida anomenat «Espacio Alternativo», i que, presentat a finals de 2008, es va inscriure en el registre de partits polítics el 2009.
Al novembre de 2011 va participar en l'ocupació simbòlica de les oficines centrals del Banc Santander a la Gran Via madrilenya al costat de al voltant de quatre desenes de persones vinculades a IA. Camargo va albergar a la fi de 2013 al seu domicili el sopar durant la qual, entre pizzes, els participants de la trobada (Jorge Moruno, Miguel Urbán, Pablo Iglesias i el mateix Camargo) van decidir apostar definitivament per la creació del que es vindria a anomenar després Podemos.

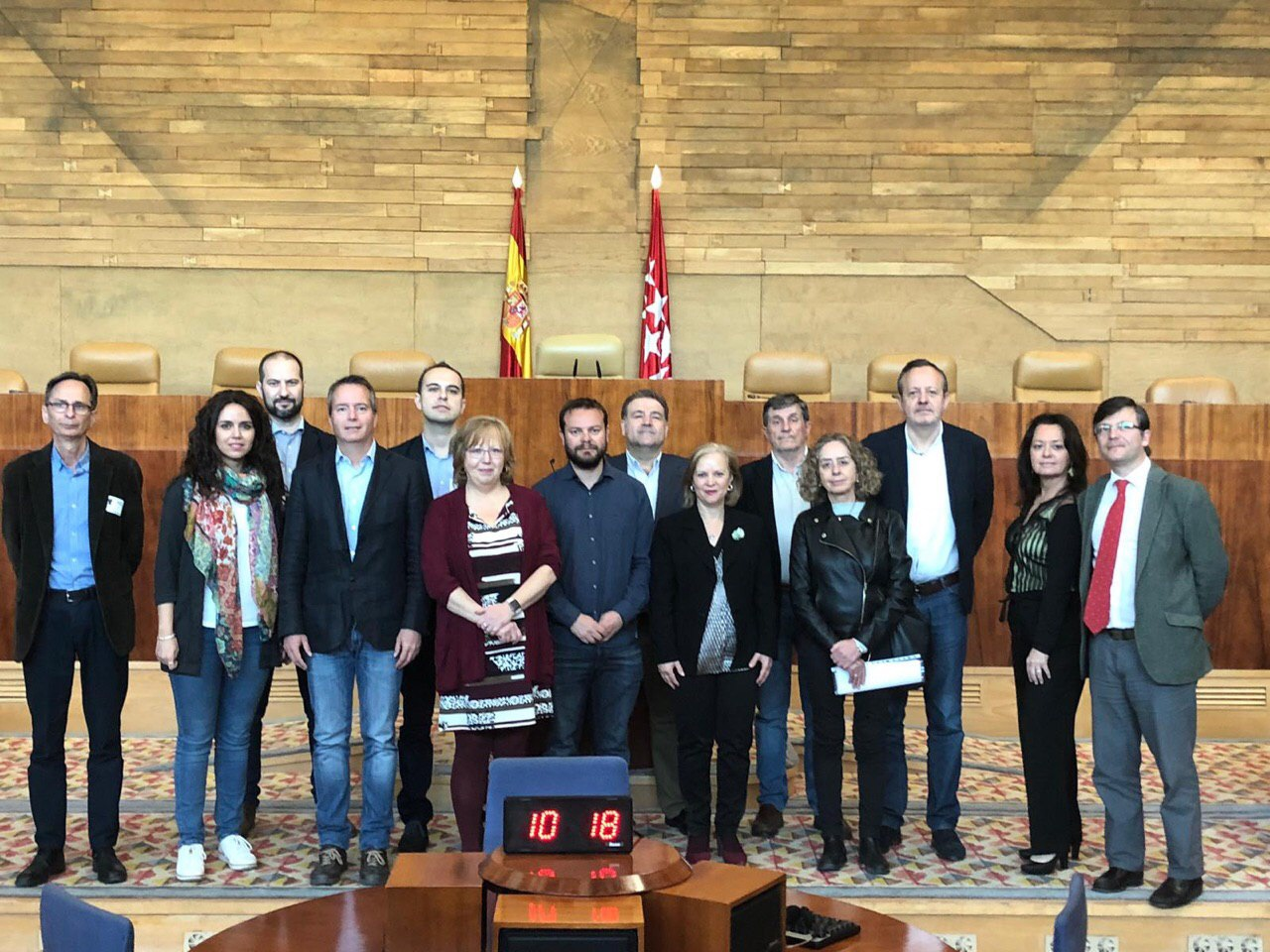
El 2019 a l'Assemblea de Madrid, durant l'escenificació d'un consens per modificar la llei de la Cañada Real Galiana.

El gener de 2015, el II Congrés d'IA va decidir la dissolució del partit dins dePodem transformant-se en l'associació Anticapitalistes, declarant Camargo, llavors membre de la direcció d'IA, que «Anticapitalistes serà un moviment que impulsarà accions i debats relacionats amb les idees de canvi social sobre ecologia, feminisme, economia etc. Treballant amb les milers de persones properes i mantenint una intervenció lleial com fins ara en Podem».
Inclòs al número 13 de la llista de Podem per a les eleccions a l'Assemblea de Madrid de 2015 encapçalada per José Manuel López, va resultar elegit diputat de la desena legislatura del Parlament regional.
El març de 2019 va promoure al costat de Rommy Arce el deslligament d'Anticapitalistes de Podem a la Comunitat de Madrid i el registre d'un nou partit, «Anticapitalistas Madrid», per tenir així «veu i espai polític propi».